# فيضة الجماعية
فيضة الجماعية هي فيضة في غرب قرية الشبكة بناحية الشبكة في قضاء النجف بمحافظة النجف بصحراء الحجرة بالبادية العراقية غرب العراق، فيها مياه جوفية سائغة الشرب. ذكر الويس موسيل في رحلته سنة 1915 م أن فيضة الجماعية ذات لون رمادي داكن نتيجة كثرة نبات الشيح الذي ينمو فيها ذُكر سنة 1993 أن عمق بئر الجماعية 197 متراً، وأن منسوب مائها 84.3.